# Pointe des Embruns
Das Pointe des Embruns (französisch für Gischtspitze) ist eine Landspitze am nordöstlichen Ende der Cuvier-Insel im Géologie-Archipel vor der Küste des ostantarktischen Adélielands.
Französische Wissenschaftler benannten es 1977 nach der hier aufgrund des Wellengangs häufig zu beobachtenden Gischt.